# تود أكين
وليام تود أكين (بالإنجليزية: Todd Akin)‏ (ولد 5 يوليو 1947) هو عضو في الكونغرس الأمريكي عن دائرة ميسوري، طوال الفتر 2001-2013. وهو عضو في الحزب الجمهوري.
ترعرع اكين ولد في مدينة نيويورك، ونشأ في منطقة سانت لويس الكبرى. بعد حصوله على درجة البكالوريوس من معهد البوليتكنيك في وورسستر ماساتشوستس، خدم في سلاح المهندسين في الجيش الأمريكي، وعمل في القطاع الخاص في صناعات الصلب والكمبيوتر. في عام 1988، تم انتخابه لمجلس ولاية ميسوري . وانتخب أول مرة لعضوية الكونغرس عن الجزب الجمهوري في سنة 2001.